# Sávos vízikobra
A sávos vízikobra (Naja annulata, régebben Boulengerina annulata) a mérgessiklófélék családjába tartozó, Közép-Afrika folyóban és tavaiban élő kobrafaj.

## Megjelenése
A sávos vízikobra viszonylag nagy méretű kobra, általában 1,4-2,2 m hosszú, de találtak már 2,7 méteres példányt is. Törzse közepesen karcsú, hengeres; farka viszonylag hosszú, a testhossz egynegyedét is kiteszi. Feje rövid, széles és lapos. Szemei közepesen nagyok, pupillája kerek. A többi kobrafajhoz hasonlóan, nyakán keskeny csuklyát képes kifeszíteni. Pikkelyei simák és fényesek.
A sávos vízikobrának két alfaja van, a színben és elterjedési területben különböző Naja annulata annulata és a N. a. stormsi. A N. a. annulata színe változó, de többnyire sárgásbarna, narancsbarna, esetleg szürkés. Nyaktól farokvégig egész testét kettős fekete keresztsávok tarkázzák, bár a kettős sávok egybeolvadhatnak vagy csak részlegesek lehetnek, amikor csak sötét folt figyelhető meg a helyükön. Egyes kobráknál az egész farok fekete. Feji pikkelyeinek néha fekete szegélye lehet. Hasi oldala többnyire krémszínű, esetenként élénk narancsszínű.
A N. a. stormsi külsőre jelentősen különbözik a másik alfajtól és valamivel kisebb is, maximum 2 méteres lehet. Színe sárgásszürke, néha kékesszürke. Farka hosszabb és többnyire teljesen fekete. Összesen csak két-három fekete sávja van a nyakánál, törzse egyszínű. Hasi oldala halvány krémszínű vagy sárgásfehér.
A sávos vízikobra korábban a Boulengerina nembe tartozott, amelyet molekuláris genetikai vizsgálatok alapján egyesítettek a Naja genusszal.  

## Elterjedése
Közép-Afrikában honos, a Naja annulata annulata a Kongó-medence folyóiban és tavaiban él a Kongói Köztársaság, a Kongói Demokratikus Köztársaság, Gabon, Kamerun, Ruanda és Burundi területén, valamint Észak-Angolában. A Naja annulata stormsi a Tanganyika-tó partjairól ismert.

## Életmódja
A sávos vízikobrával álló- vagy folyóvizekben, illetve azok környékén az erdőben vagy a szavannán lehet találkozni. Nappal és éjjel is aktív lehet. Vízi vagy félvízi életmódot folytat, jól úszik, de képes fákra is felmászni. Megfigyelték, hogy 8 méter mélyre is lebukik és több mint 10 percig képes víz alatt maradni.
Elsősorban halakkal, kisebb mértékben békákkal táplálkozik. A fogságban tartott példányok jóval gyorsabban nőnek, ha hal mellett egereket is kapnak enni.
Nem agresszív faj, az ember közeledtére elmenekül. Ha sarokba szorítják, széttárt csuklyával felemeli teste elülső részét, de ha nem ingerlik, nem támad.
Tojásokkal szaporodik, de reprodukciós viselkedése csak kevéssé ismert.

## Mérge
A sávos vízikobra csak ritkán mar meg embert, ezért mérgét nem tanulmányozták részletesen, ellenszérum sem létezik ellene. Feltehetően többnyire bénulást okozó neurotoxinokból áll. LD50-értéke egerekben, bőr alá adva 0,143 mg/testsúlykg.